# Dim Days of Dolor
Dim Days of Dolor é o oitavo álbum de estúdio da banda norueguesa de metal gótico Sirenia . Foi lançado em 11 de novembro de 2016 pela Napalm Records .  É o primeiro álbum com a vocalista francesa Emmanuelle Zoldan após a saída de Ailyn .
Em 6 de outubro de 2016, foi lançado o lyric video de "The 12th Hour".  Um videoclipe foi feito para a música "Dim Days of Dolor", dirigido por Owe Lingvall e lançado em 11 de novembro de 2016. 

### História
Dim Days of Dolor foi composta no início de 2016 e gravada entre junho e julho daquele ano no estúdio de gravação pessoal de Morten Veland (Audio Avenue Studios) em Tau, Rogaland . Gravações adicionais foram feitas no Sound Suite Studios em Marselha. 
Em 5 de julho, Sirenia anunciou que sua vocalista Ailyn Giménez deixou a banda por "motivos pessoais".  Ela não participou de nenhuma das sessões finais de gravação realizadas para este trabalho, mas gravou o álbum completo em versão demo durante os estágios iniciais.
Em agosto, o álbum foi mixado no Hansen Studios em Ribe, Dinamarca . A arte da capa foi novamente criada por Gyula Havancsák da Hjules Illustration And Design . 
Em 8 de setembro, a cantora francesa mezzo-soprano Emmanuelle Zoldan foi oficialmente anunciada como a nova vocalista feminina, assim que as gravações instrumentais e a mixagem foram concluídas. Mais tarde, suas faixas vocais foram incluídas.  
O álbum foi tocado ao vivo pela primeira vez em Postbahnhof, Berlim, no dia 10 de novembro, no início de uma extensa turnê europeia.
Um dos aspectos notáveis é a pouca presença da voz áspera de Veland, e a menor participação do tradicional coro da ópera francesa ( The Sirenian Choir ) na maioria das canções, em comparação com seus álbuns anteriores.

### Lista de músicas
| N.º            | Título                | Duração |  |
| 1.             | "Goddess of the Sea"  | 4:41    |  |
| 2.             | "Dim Days of Dolor"   | 4:40    |  |
| 3.             | "The 12th Hour"       | 6:37    |  |
| 4.             | "Treasure n' Treason" | 4:54    |  |
| 5.             | "Cloud Nine"          | 5:14    |  |
| 6.             | "Veil of Winter"      | 5:29    |  |
| 7.             | "Ashes to Ashes"      | 4:36    |  |
| 8.             | "Elusive Sun"         | 5:22    |  |
| 9.             | "Playing with Fire"   | 5:05    |  |
| 10.            | "Fifth Column"        | 6:02    |  |
| 11.            | "Aeon's Embrace"      | 3:55    |  |
| Duração total: | Duração total:        | 56:35   |  |

| Faixa bônus    |                                    |         |  |
| N.º            | Título                             | Duração |  |
| 12.            | "Aeon's Embrace" (Versão Francesa) | 3:55    |  |
| Duração total: | Duração total:                     | 60:30   |  |

### Equipe
Créditos do álbum adaptados do encarte.

### Sirenia
- Morten Veland – vocais ásperos (faixas 3, 9, 10), guitarras, baixo, teclados, theremin, programação de bateria, engenharia
- Emmanuelle Zoldan – vocais femininos, vocais de coro, tradução de letras (faixas 9, 12)

### Músicos adicionais
- Joakim Næss – vocais masculinos  (faixas 2, 6)
- Damien Surian, Mathieu Landry, Emilie Bernou – The Sirenian Choir

### Produção
- Jacob Hansen – mixagem, masterização
- Gyula Havancsák – arte da capa, design, layout
- Andreas Kalvig Anderson – fotografia
- Hervé Brouardelle – fotografia